# Мартиненко Ірина Володимирівна
Іри́на Володи́мирівна Марти́ненко (* 1978) — українська науковиця-психолог. Доктор психологічних наук (2017); професор.

## З життєпису
Народилась 1978 року в місті Біла Церква (Київська область). Закінчила Національний педагогічний університет (2001), де відтоді й працює викладачем, доцент кафедри логопедії. Водночас від 2005 року — виконавчий директор всеукраїнської ГО «Українська асоціація корекційних педагогів».
Наукові дослідження — проблеми спеціальної психології, логопсихології та логопедії.
Авторка запатентованої методики розвитку комунікативної діяльності дітей із мовленнєвими порушеннями, яка покладена в основу навчально-методичного посібника «Комунікативний тренінг дітей старшого дошкільного віку з системними порушеннями мовлення» (2017), та розділу «Афазія» у підручнику «Логопедія» (2015).
Основні праці:
- «Хрестоматія з логопедії», 2006; співавтори Шеремет Марія Купріянівна, Конопляста Світлана Юріївна
- «Логопсихологія: Курс лекцій: Навчальний посібник», 2016;
- «Особливості комунікативної діяльності дітей старшого дошкільного віку з системними порушеннями мовлення», 2016;
- «Типологія комунікативної діяльності дітей із системними порушеннями мовлення первинного ґенезу»; 2016
- «Дитина з труднощами в навчанні в інклюзивному класі: навчально-методичний посібник»; 2019, співавтори Оксана Борисівна Качуровська, Марія Купріянівна Шеремет, Наталія Валентинівна Базима, Юлія Вікторівна Коломієць[2]

## Нагороди і відзнаки
- Почесна Грамота Міністерства освіти і науки України
- Грант Президента України для молоді 2004 року
- Медаль М. П. Драгоманова